# Piaskowy
Piaskowy – część wsi Chmielów w Polsce, położona w województwie świętokrzyskim, w powiecie ostrowieckim, w gminie Bodzechów.
W latach 1975–1998 Piaskowy administracyjnie należało do województwa kieleckiego.